# Wybory parlamentarne w Belize w 2008 roku

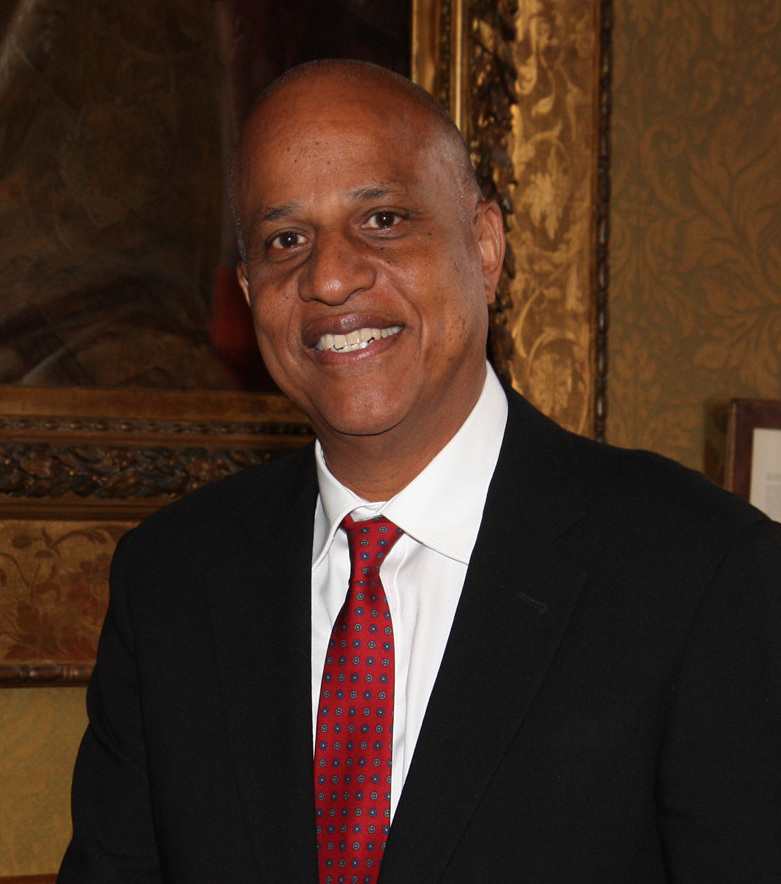
Dean Brown

Wybory parlamentarne w Belize w 2008 roku zostały przeprowadzone 7 lutego w celu wyłonienia 31 członków Izby Reprezentantów. Przeprowadzeniem wyborów zajmował się Departament Wyborów i Granic, będący organem podrzędnym wobec Komisji Wyborów i Granic. Zwycięstwo uzyskała Zjednoczona Partia Demokratyczna (UDP), zdobywając 25 mandatów. Jej lider, Dean Barrow został pierwszym czarnoskórym prezydentem w historii kraju. Skład Zgromadzenia Narodowego uzupełniła dotychczas rządząca Zjednoczona Partia Ludowa (PUP), która straciła w porównaniu do poprzednich wyborów 16 mandatów.

## Wyniki wyborów parlamentarnych
Do udziału w wyborach uprawnionych było 156 993 osób. Głosy oddało 121 168 obywateli, co dało frekwencję na poziomie 74,49%. Głosy można było oddać na jednego z 92 kandydatów.
|  | Partia                                        | Głosy   | Procent | Mandaty | % mandatów |
|  | --------------------------------------------- | ------- | ------- | ------- | ---------- |
|  | Zjednoczona Partia Demokratyczna              | 66 203  | 56,61%  | 25      | 80,65%     |
|  | Zjednoczona Partia Ludowa                     | 47 624  | 40,72%  | 6       | 19,35%     |
|  | Narodowa Partia Reform                        | 887     | 0,76%   | –       | –          |
|  | Wizja Natchniona przez Ludzi                  | 874     | 0,75%   | –       | –          |
|  | Narodowy Sojusz Belize                        | 506     | 0,43%   | –       | –          |
|  | Kandydaci niezależni                          | 71      | 0,06%   | –       | –          |
|  | Narodowa Partia Tworzenia Rzeczywistej Prawdy | 29      | 0,02%   | –       | –          |
|  | Głosy nieważne                                | 749     | 0,64%   | –       | –          |
|  | Razem głosy ważne                             | 116 194 | 100,0%  | 31      | 100,0%     |

### Parlamentarzyści
Lista członków parlamentu wybranych 7 lutego 2008:
| Okręg wyborczy       | Dystrykt    | Poseł                    |  | Partia | Pełnione funkcje                                                                  |
| -------------------- | ----------- | ------------------------ |  | ------ | --------------------------------------------------------------------------------- |
| Albert               | Belize      | Mark Espat               |  | PUP    |                                                                                   |
| Belize Rural Central | Belize      | Michael Hutchinson       |  | UDP    | Wiceminister ds. rozwoju wsi, samorządu lokalnego i zarządzania kryzysowego       |
| Belize Rural North   | Belize      | Edmond Castro            |  | UDP    | wiceminister pracy                                                                |
| Belize Rural South   | Belize      | Jose Manuel Heredia Jr.  |  | UDP    | minister turystyki i lotnictwa cywilnego                                          |
| Belmopan             | Cayo        | John B. Saldivar         |  | UDP    | minister służby publicznej                                                        |
| Caribbean Shores     | Belize      | Carlos Perdomo           |  | UDP    | minister bezpieczeństwa narodowego                                                |
| Cayo Central         | Cayo        | Rene Montero             |  | UDP    | minister rolnictwa i rybołówstwa                                                  |
| Cayo North           | Cayo        | Salvador Fernandez       |  | UDP    |                                                                                   |
| Cayo North East      | Cayo        | Elvin Penner             |  | UDP    | wiceminister środowiska i zasobów naturalnych                                     |
| Cayo South           | Cayo        | Ramon Witz               |  | UDP    |                                                                                   |
| Cayo West            | Cayo        | Erwin Contreras          |  | UDP    | Minister rozwoju gospodarczego, handlu, przemysłu oraz ochrony konsumentów        |
| Collet               | Belize      | Patrick Faber            |  | UDP    | minister edukacji                                                                 |
| Corozal Bay          | Corozal     | Pablo Marin              |  | UDP    | minister zdrowia                                                                  |
| Corozal North        | Corozal     | Nemencio Acosta          |  | UDP    |                                                                                   |
| Corozal South East   | Corozal     | Florencio Julian Marin   |  | PUP    |                                                                                   |
| Corozal South West   | Corozal     | Gabriel Alberto Martinez |  | UDP    | Minister ds. rozwoju wsi i samorządu lokalnego                                    |
| Dangriga             | Stann Creek | Arthur Roches            |  | UDP    | wiceminister zdrowia                                                              |
| Fort George          | Belize      | Said Musa                |  | PUP    | lider opozycji (w 2008)                                                           |
| Freetown             | Belize      | Francis Fonseca          |  | PUP    | lider opozycji (od 2011)                                                          |
| Lake Independence    | Belize      | Cordel Hyde              |  | PUP    |                                                                                   |
| Mesopotamia          | Belize      | Michael Finnegan         |  | UDP    | minister budownictwa i rozwoju miast                                              |
| Orange Walk Central  | Orange Walk | Juan Antonio Briceño     |  | PUP    | lider opozycji (2008-2011)                                                        |
| Orange Walk East     | Orange Walk | Marcel Porfirio Cardona  |  | UDP    |                                                                                   |
| Orange Walk North    | Orange Walk | Gaspar Vega              |  | UDP    | wicepremier oraz minister środowiska i zasobów naturalnych                        |
| Orange Walk South    | Orange Walk | Marco Pech               |  | UDP    |                                                                                   |
| Pickstock            | Belize      | Wilfred Elrington        |  | UDP    | minister spraw zagranicznych, prokurator generalny                                |
| Port Loyola          | Belize      | Anthony Martinez         |  | UDP    | minister pracy                                                                    |
| Queen’s Square       | Belize      | Dean O. Barrow           |  | UDP    | premier i minister finansów                                                       |
| Stann Creek West     | Stann Creek | Melvin Hulse             |  | UDP    | Minister transportu, komunikacji, gospodarki komunalnej i zarządzania kryzysowego |
| Toledo East          | Toledo      | Peter Eden Martinez      |  | UDP    | Minister ds. rozwoju, przemian społecznych i zmniejszenia ubóstwa                 |
| Toledo West          | Toledo      | Juan Coy                 |  | UDP    | wiceminister ds. rozwoju, przemian społecznych i zmniejszenia ubóstwa             |